# Nepalesisk rupie
Nepalesisk rupie (NRs – Rupaiyā) är den valuta som används i Nepal i Asien. Valutakoden är NPR. 1 rupie = 100 paise (singularform paisa).
Valutan infördes 1932 och ersatte den tidigare nepalesiska mohar.
Valutan har en fast växelkurs till kursen 0,625 indisk rupie (INR), det vill säga 1 NPR = 0,62 INR och 1 INR = 1,6 NPR.

## Användning
Valutan ges ut av Nepal Rastra Bank – NRB. Denna grundades 1956 och har huvudkontoret i Katmandu.

## Valörer
- Mynt: 1, 2, 5 och 10 rupie
- Underenhet: 5, 10, 25 och 50 paise
- Sedlar: 1, 2, 5, 10, 20, 50, 100, 500 och 1000 NPR